# Stone Temple Pilots/Diskografie
Diese Diskografie ist eine Übersicht über die musikalischen Werke der US-amerikanischen Rock-Band Stone Temple Pilots. Den Schallplattenauszeichnungen zufolge hat sie bisher mehr als 19 Millionen Tonträger verkauft, davon alleine über 17,5 Millionen in ihrem Heimatland. Ihre erfolgreichste Veröffentlichung ist ihr Debütalbum Core mit über 8,3 Millionen verkauften Einheiten.

## Alben

### Studioalben
| Jahr | Titel Musiklabel                                               | Höchstplatzierung, Gesamtwochen, AuszeichnungChartplatzierungen (Jahr, Titel, Musiklabel, Platzierungen, Wochen, Auszeichnungen, Anmerkungen) | Höchstplatzierung, Gesamtwochen, AuszeichnungChartplatzierungen (Jahr, Titel, Musiklabel, Platzierungen, Wochen, Auszeichnungen, Anmerkungen) | Höchstplatzierung, Gesamtwochen, AuszeichnungChartplatzierungen (Jahr, Titel, Musiklabel, Platzierungen, Wochen, Auszeichnungen, Anmerkungen) | Höchstplatzierung, Gesamtwochen, AuszeichnungChartplatzierungen (Jahr, Titel, Musiklabel, Platzierungen, Wochen, Auszeichnungen, Anmerkungen) | Höchstplatzierung, Gesamtwochen, AuszeichnungChartplatzierungen (Jahr, Titel, Musiklabel, Platzierungen, Wochen, Auszeichnungen, Anmerkungen) | Höchstplatzierung, Gesamtwochen, AuszeichnungChartplatzierungen (Jahr, Titel, Musiklabel, Platzierungen, Wochen, Auszeichnungen, Anmerkungen) | Anmerkungen                                                    |
| Jahr | Titel Musiklabel                                               | DE | AT | CH | UK | US | Rock | Anmerkungen                                                    |
| ---- | -------------------------------------------------------------- | --- | --- | --- | --- | --- | --- | -------------------------------------------------------------- |
| 1992 | Core Atlantic Records                                          | DE53 (14 Wo.)DE | AT21 (10 Wo.)AT | CH36 (1 Wo.)CH | UK27 Silber · (8 Wo.)UK | US3 ×8Achtfachplatin · (117 Wo.)US | Rock8 (2 Wo.)Rock | Erstveröffentlichung: 29. September 1992 Verkäufe: + 8.330.000 |
| 1994 | Purple Atlantic Records                                        | DE15 (17 Wo.)DE | AT18 (15 Wo.)AT | CH25 (10 Wo.)CH | UK10 Silber · (12 Wo.)UK | US1 ×6Sechsfachplatin · (64 Wo.)US | — | Erstveröffentlichung: 7. Juni 1994 Verkäufe: + 6.540.000       |
| 1996 | Tiny Music … Songs from the Vatican Gift Shop Atlantic Records | DE47 (9 Wo.)DE | AT37 (3 Wo.)AT | CH41 (1 Wo.)CH | UK31 (2 Wo.)UK | US4 ×2Doppelplatin · (50 Wo.)US | — | Erstveröffentlichung: 26. März 1996 Verkäufe: + 2.135.000      |
| 1999 | No. 4 Atlantic Records                                         | DE41 (3 Wo.)DE | — | — | — | US6 Platin · (40 Wo.)US | — | Erstveröffentlichung: 26. Oktober 1999 Verkäufe: + 1.100.000   |
| 2001 | Shangri-La Dee Da Atlantic Records                             | DE72 (1 Wo.)DE | — | — | — | US9 Gold · (10 Wo.)US | — | Erstveröffentlichung: 19. Juni 2001 Verkäufe: + 550.000        |
| 2010 | Stone Temple Pilots Atlantic Records                           | DE52 (1 Wo.)DE | AT54 (1 Wo.)AT | CH36 (1 Wo.)CH | UK80 (1 Wo.)UK | US2 (8 Wo.)US | Rock1 (7 Wo.)Rock | Erstveröffentlichung: 21. Mai 2010                             |
| 2018 | Stone Temple Pilots Rhino Records                              | DE94 (1 Wo.)DE | — | CH44 (1 Wo.)CH | — | US24 (1 Wo.)US | Rock4 (1 Wo.)Rock | Erstveröffentlichung: 16. März 2018                            |
| 2020 | Perdida Rhino Records                                          | — | — | CH70 (1 Wo.)CH | — | — | Rock37 (1 Wo.)Rock | Erstveröffentlichung: 7. Februar 2020                          |

grau schraffiert: keine Chartdaten aus diesem Jahr verfügbar

### Livealben
- 2012: Alive in the Windy City (Eagle Rock)
- 2018: Live 2018 (Rhino Records)

### Kompilationen
| Jahr | Titel Musiklabel           | Höchstplatzierung, Gesamtwochen, AuszeichnungChartplatzierungen (Jahr, Titel, Musiklabel, Platzierungen, Wochen, Auszeichnungen, Anmerkungen) | Höchstplatzierung, Gesamtwochen, AuszeichnungChartplatzierungen (Jahr, Titel, Musiklabel, Platzierungen, Wochen, Auszeichnungen, Anmerkungen) | Höchstplatzierung, Gesamtwochen, AuszeichnungChartplatzierungen (Jahr, Titel, Musiklabel, Platzierungen, Wochen, Auszeichnungen, Anmerkungen) | Höchstplatzierung, Gesamtwochen, AuszeichnungChartplatzierungen (Jahr, Titel, Musiklabel, Platzierungen, Wochen, Auszeichnungen, Anmerkungen) | Höchstplatzierung, Gesamtwochen, AuszeichnungChartplatzierungen (Jahr, Titel, Musiklabel, Platzierungen, Wochen, Auszeichnungen, Anmerkungen) | Höchstplatzierung, Gesamtwochen, AuszeichnungChartplatzierungen (Jahr, Titel, Musiklabel, Platzierungen, Wochen, Auszeichnungen, Anmerkungen) | Anmerkungen                                                |
| Jahr | Titel Musiklabel           | DE | AT | CH | UK | US | Rock | Anmerkungen                                                |
| ---- | -------------------------- | --- | --- | --- | --- | --- | --- | ---------------------------------------------------------- |
| 2003 | Thank You Atlantic Records | — | — | — | — | US26 (12 Wo.)US | — | Erstveröffentlichung: 11. November 2003 Verkäufe: + 42.500 |

grau schraffiert: keine Chartdaten aus diesem Jahr verfügbar
Weitere Kompilationen
- 2008: Buy This (Atlantic Records)

### EPs
| Jahr | Titel Musiklabel              | Höchstplatzierung, Gesamtwochen, AuszeichnungChartplatzierungen (Jahr, Titel, Musiklabel, Platzierungen, Wochen, Auszeichnungen, Anmerkungen) | Höchstplatzierung, Gesamtwochen, AuszeichnungChartplatzierungen (Jahr, Titel, Musiklabel, Platzierungen, Wochen, Auszeichnungen, Anmerkungen) | Höchstplatzierung, Gesamtwochen, AuszeichnungChartplatzierungen (Jahr, Titel, Musiklabel, Platzierungen, Wochen, Auszeichnungen, Anmerkungen) | Höchstplatzierung, Gesamtwochen, AuszeichnungChartplatzierungen (Jahr, Titel, Musiklabel, Platzierungen, Wochen, Auszeichnungen, Anmerkungen) | Höchstplatzierung, Gesamtwochen, AuszeichnungChartplatzierungen (Jahr, Titel, Musiklabel, Platzierungen, Wochen, Auszeichnungen, Anmerkungen) | Höchstplatzierung, Gesamtwochen, AuszeichnungChartplatzierungen (Jahr, Titel, Musiklabel, Platzierungen, Wochen, Auszeichnungen, Anmerkungen) | Anmerkungen                                                  |
| Jahr | Titel Musiklabel              | DE | AT | CH | UK | US | Rock | Anmerkungen                                                  |
| ---- | ----------------------------- | --- | --- | --- | --- | --- | --- | ------------------------------------------------------------ |
| 2011 | A Taste of.. Atlantic Records | — | — | — | — | US181 (1 Wo.)US | — | Erstveröffentlichung: Juni 2011                              |
| 2013 | High Rise Play Pen            | — | — | — | — | US24 (3 Wo.)US | Rock11 (2 Wo.)Rock | Erstveröffentlichung: 8. Oktober 2013 mit Chester Bennington |

## Singles
| Jahr | Titel Album                                  | Höchstplatzierung, Gesamtwochen, AuszeichnungChartplatzierungen (Jahr, Titel, Album, Platzierungen, Wochen, Auszeichnungen, Anmerkungen) | Höchstplatzierung, Gesamtwochen, AuszeichnungChartplatzierungen (Jahr, Titel, Album, Platzierungen, Wochen, Auszeichnungen, Anmerkungen) | Höchstplatzierung, Gesamtwochen, AuszeichnungChartplatzierungen (Jahr, Titel, Album, Platzierungen, Wochen, Auszeichnungen, Anmerkungen) | Höchstplatzierung, Gesamtwochen, AuszeichnungChartplatzierungen (Jahr, Titel, Album, Platzierungen, Wochen, Auszeichnungen, Anmerkungen) | Höchstplatzierung, Gesamtwochen, AuszeichnungChartplatzierungen (Jahr, Titel, Album, Platzierungen, Wochen, Auszeichnungen, Anmerkungen) | Höchstplatzierung, Gesamtwochen, AuszeichnungChartplatzierungen (Jahr, Titel, Album, Platzierungen, Wochen, Auszeichnungen, Anmerkungen) | Anmerkungen                             |
| Jahr | Titel Album                                  | DE | AT | CH | UK | US | Rock | Anmerkungen                             |
| ---- | -------------------------------------------- | --- | --- | --- | --- | --- | --- | --------------------------------------- |
| 1993 | Sex Type Thing Core                          | — | — | — | UK55 (4 Wo.)UK | — | — | Erstveröffentlichung: 25. Januar 1993   |
| 1993 | Plush Core                                   | — | — | — | UK23 Silber · (4 Wo.)UK | — | Rock12 (1 Wo.)Rock | Erstveröffentlichung: 13. Mai 1993      |
| 1993 | Creep Core                                   | — | — | — | — | — | Rock12 (1 Wo.)Rock | Erstveröffentlichung: 1. November 1993  |
| 1994 | Vasoline Purple                              | — | — | — | UK48 (2 Wo.)UK | — | — | Erstveröffentlichung: 1. Juni 1994      |
| 1994 | Interstate Love Song Purple                  | — | — | — | UK53 (2 Wo.)UK | — | Rock9 (1 Wo.)Rock | Erstveröffentlichung: 9. September 1994 |
| 2000 | Sour Girl No. 4                              | — | — | — | — | US78 (13 Wo.)US | — | Erstveröffentlichung: 16. April 2000    |
| 2010 | Between the Lines Stone Temple Pilots (2010) | — | — | — | — | — | Rock1 (18 Wo.)Rock | Erstveröffentlichung: 22. März 2010     |
| 2010 | Take a Load Off Stone Temple Pilots (2010)   | — | — | — | — | — | Rock24 (11 Wo.)Rock | Erstveröffentlichung: 15. Juni 2010     |

grau schraffiert: keine Chartdaten aus diesem Jahr verfügbar
Weitere Singles
| - 1994: Big Empty - 1995: Dancing Days - 1996: Big Bang Baby - 1996: Trippin’ on a Hole in a Paper Heart - 1996: Lady Picture Show - 1999: Down - 2000: No Way Out - 2001: Days of the Week - 2001: Hollywood Bitch | - 2001: Revolution - 2002: Wonderful (feat. Chester Bennington) - 2003: All in the Suit That You Wear - 2010: Cinnamon - 2013: Out of Time - 2013: Black Heart - 2017: Meadow - 2018: Roll Me Under - 2019: Fare Thee Well |

## Musikvideos
| - 1992: Sex Type Thing - 1993: Plush - 1993: Wicked Garden - 1993: Creep - 1994: Vasoline - 1994: Interstate Love Songs - 1996: Big Bang Baby - 1996: Trippin’ on a Hole in a Paper Heart - 1996: Lady Picture Show - 1999: Down | - 2000: Sour Girl - 2000: No Way Out - 2001: Days of the Week - 2001: Hello, It’s Late - 2001: Revolution - 2010: Cinnamon - 2014: Black Heart - 2020: Fare Thee Well - 2020: Thought She’d Be Mine - 2021: And So I Know |

## Statistik

### Chartauswertung
|                     | DE    | AT    | CH    | UK    | US     | Rock      |
| ------------------- | ----- | ----- | ----- | ----- | ------ | --------- |
| Nummer-eins-Alben   | DE—DE | AT—AT | CH—CH | UK—UK | US1US  | Rock1Rock |
| Top-10-Alben        | DE—DE | AT—AT | CH—CH | UK1UK | US6US  | Rock3Rock |
| Alben in den Charts | DE7DE | AT4AT | CH6CH | UK5UK | US10US | Rock5Rock |

|                       | DE    | AT    | CH    | UK    | US    | Rock      |
| --------------------- | ----- | ----- | ----- | ----- | ----- | --------- |
| Nummer-eins-Singles   | DE—DE | AT—AT | CH—CH | UK—UK | US—US | Rock1Rock |
| Top-10-Singles        | DE—DE | AT—AT | CH—CH | UK—UK | US—US | Rock2Rock |
| Singles in den Charts | DE—DE | AT—AT | CH—CH | UK4UK | US1US | Rock5Rock |

### Auszeichnungen für Musikverkäufe
| Goldene Schallplatte - Australien - 1996: für das Album Tiny Music … Songs from the Vatican Gift Shop - 2006: für das Album Thank You - Dänemark - 2024: für das Album Purple - Kanada - 2001: für das Album Shangri-La Dee Da - Neuseeland - 2019: für das Album Thank You Platin-Schallplatte - Australien - 1997: für das Album Core - Kanada - 1996: für das Album Tiny Music … Songs from the Vatican Gift Shop - 2001: für das Album No. 4 - Neuseeland - 1995: für das Album Core - 1996: für das Album Tiny Music … Songs from the Vatican Gift Shop | 2× Platin-Schallplatte - Australien - 2002: für das Album Purple - Kanada - 1994: für das Album Core - Neuseeland - 1995: für das Album Purple - 2024: für die Single Interstate Love Song - 2024: für die Single Plush 3× Platin-Schallplatte - Kanada - 1995: für das Album Purple |

Anmerkung: Auszeichnungen in Ländern aus den Charttabellen bzw. Chartboxen sind in ebendiesen zu finden.
| Land/RegionAuszeichnungen für Musikverkäufe (Land/Region, Auszeichnungen, Verkäufe, Quellen) | Silber     | Gold     | Platin       | Verkäufe   | Quellen                           |
| -------------------------------------------------------------------------------------------- | ---------- | -------- | ------------ | ---------- | --------------------------------- |
| Australien (ARIA)                                                                            | —          | 2× Gold2 | 3× Platin3   | 280.000    | aria.com.au                       |
| Dänemark (IFPI)                                                                              | —          | Gold1    | —            | 10.000     | ifpi.dk                           |
| Kanada (MC)                                                                                  | —          | Gold1    | 7× Platin7   | 750.000    | musiccanada.com                   |
| Neuseeland (RMNZ)                                                                            | —          | Gold1    | 8× Platin8   | 187.500    | aotearoamusiccharts.co.nz NZ2 NZ3 |
| Vereinigte Staaten (RIAA)                                                                    | —          | Gold1    | 17× Platin17 | 17.500.000 | riaa.com                          |
| Vereinigtes Königreich (BPI)                                                                 | 3× Silber3 | —        | —            | 320.000    | bpi.co.uk                         |
| Insgesamt                                                                                    | 3× Silber3 | 6× Gold6 | 35× Platin35 |            |                                   |